# Bureau d'aide social des réfugiés tibétains

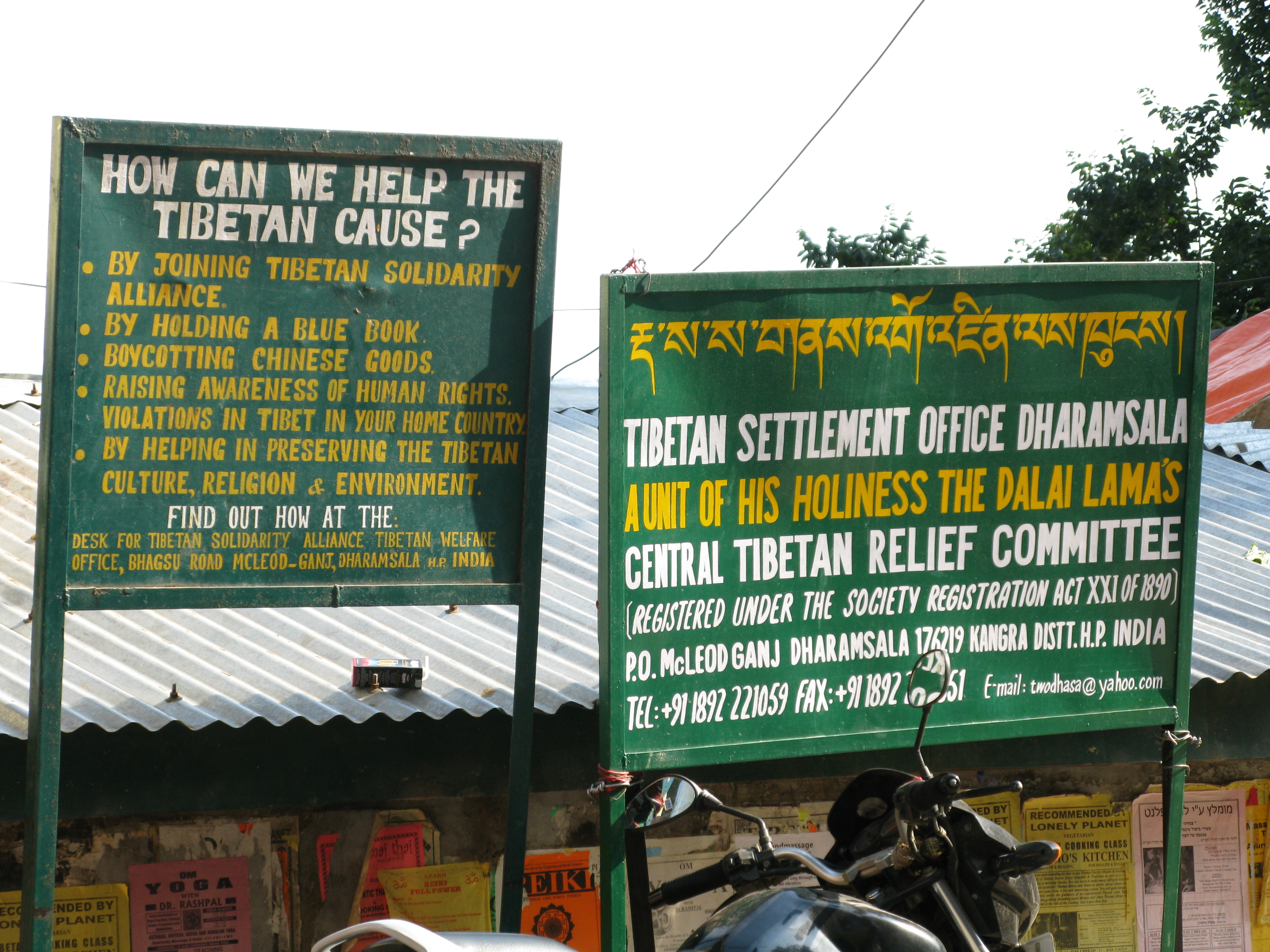
Panneau du Bureau d'aide social des réfugiés tibétains à Dharamsala

Le Bureau d'aide sociale des réfugiés tibétain (en anglais Tibetan Settlement Office (TSO), anciennement Tibetan Welfare Office) agit au sein du ministère de l'Intérieur et fait partie de l'administration centrale tibétaine à Dharamsala en Inde où près de 100 000 Tibétains se sont exilés après 1959. Il organise des projets dans les secteurs sociaux, culturels et économiques. En outre, il se focalise sur l'environnement et le développement durable.

## Gestion des déchets
En 1994, le programme « Dharamsala-le-haut propre » a été lancé par le bureau. L'objectif était de résoudre la gestion des déchets dans le haut de Dharamsala, qui rencontrait un besoin d'importants efforts en raison de l'augmentation des déchets non biodégradables dans cette région dans les années 1980.
Initialement, le projet a reçu l'aide bénévole de trois environnementalistes, travailleurs verts, qui ont recueilli les matières recyclables des entreprises et des ménages à McLeod Ganj. Un impact positif important sur la situation environnementale put également être atteint par l'installation de cinq poubelles publiques, fréquemment vidées, des collectes sélectives.
Des toilettes publiques ont été construites. Le système de drainage dans le domaine de McLeod Ganj et le lac Dhal ont été déplacés pour éviter la pollution de l'eau.

## Recyclage
Les matières recyclables émises par les ménages sont collectées porte à porte par les « verts ». Plastiques souples (sacs en plastique), plastiques durs (cassettes, stylos à bille, forfaits), bouteilles en verre, cartons, vêtements et chaussures ainsi que l'étain et d'autres métaux sont recyclés.
Le matériel recueilli est vendu à Dharamsala ou transportés à Pathankot (distance: 80 kilomètres). Le transport lui-même n'est pas rentable.

## Usine de papier
Le Bureau a ouvert une petite usine de papier dans le haut de Dharamsala, où les produits artisanaux sont réalisés grâce au recyclage du papier.

## Green Shop

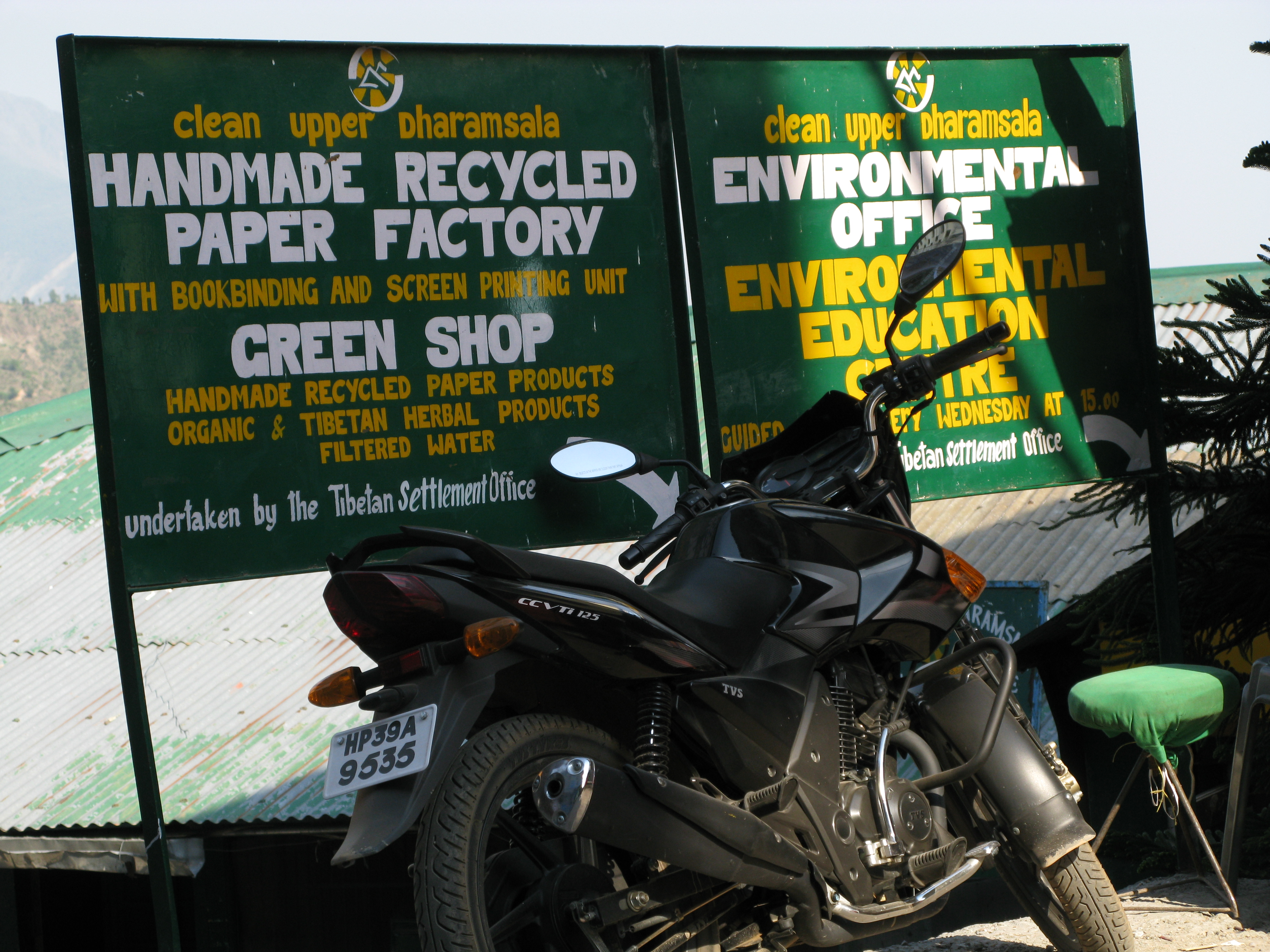
Panneau du Green Shop

En 1994, un petit magasin - Green Shop - a été ouvert, et vend des magazines, de l'eau, du thé, des produits écologiques, du savon et des crèmes, etc. Le magasin est aussi un centre de collecte de piles usagées et de médicaments périmés.
Aujourd’hui, il y a 6 travailleurs verts permanents et 6 employés de l’entreprise de recyclage, à présent équipée de machines.

## Entreprise sociale
Le bureau est préoccupé par les besoins de la société. Il essaie de trouver des solutions originales, par exemple, pour les questions touchant la jeunesse, l'éducation et l'assurance vieillesse. Le bureau donne également des conseils juridiques en cas de conflits. Un de ses principaux objectifs est d'obtenir l'harmonie sociale, religieuse et politique au sein de la société.
Le bureau a également créé la Gaddi Women's Self-Help Society[réf. nécessaire].